# إبراهيم أبو حامد (عزبة)

عزبة إبراهيم أبو حامد، عزبة تابعة لقرية شابة، التابعة لمركز دسوق، التابع لمحافظة كفر الشيخ في جمهورية مصر العربية.